# リール (釣具)
リール（英: Reel）は、釣り竿に取り付けて釣り糸（道糸、ラインとも呼ぶ）を巻き取る道具のこと。

## 歴史

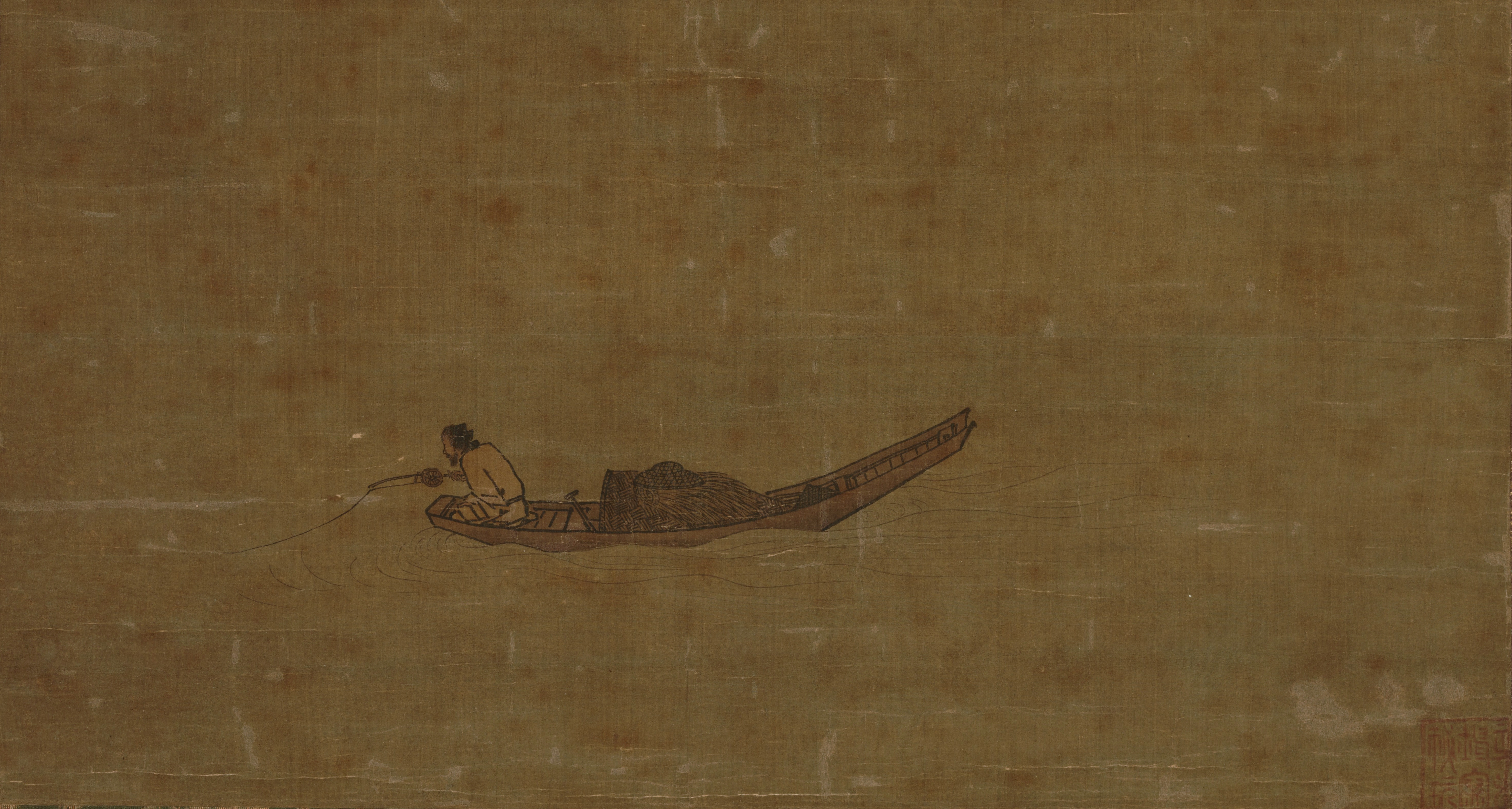
中国の画家馬遠が1195年に描いたリールがふくまれる最も古い画

現在でも使われているリールの中で最も古いのはフライリールなどの片軸受けタイプと呼ばれる物である。現在主流とされるリールを大別すると、左記の片軸受けリール、主に船釣りやブラックバス釣りに使われる巻き上げ力が強い両軸受けリール、ルアーフィッシング全般や投げ釣りなど幅広く使われるスピニングリールである。

## 種類

### 片軸受けリール

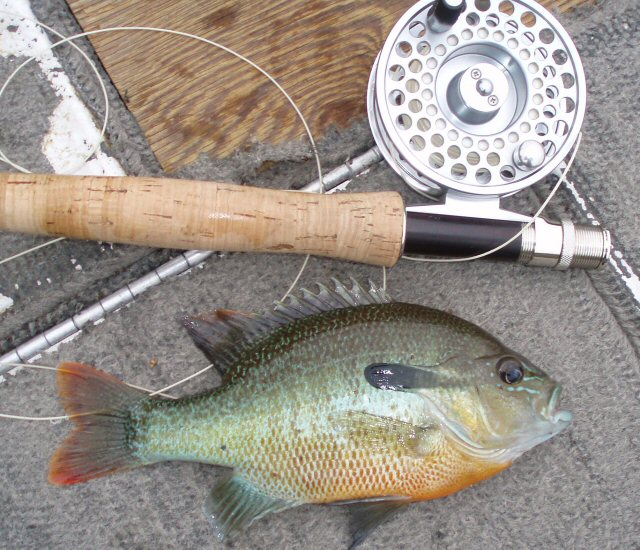
フライリール

片軸受けタイプのもの。華奢なリールで、魚を巻き上げる事はあまり得意としない。また、作りも他の種類のリールに比べ極めてシンプルであり、ハンドルとスプール（糸を巻く筒）が一体となっている。フライフィッシングに用いるリールはこの片軸受けリールが多く、太いフライラインを収納することを念頭に作られフライリールと呼ばれる。防波堤の根魚を探り釣るヘチ釣りにも、軽量であることから竿を含めた釣り道具全体の操作性が上がるため、片軸受けリールが用いられる。

### 両軸受けリール

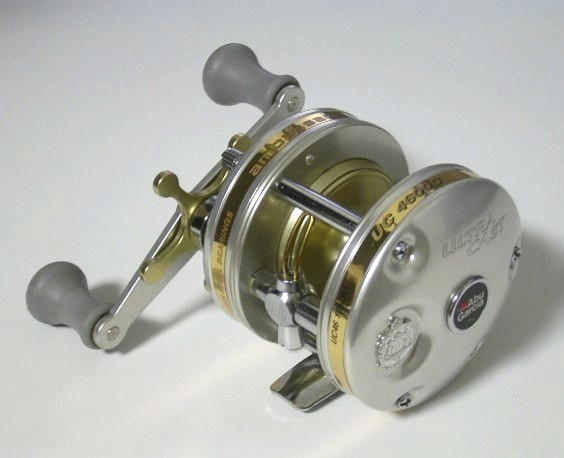
丸型ベイトリール（Abu Garcia; Ambassadeur UC 4600C）

ベイトキャスティングリール、ベイトリールとも呼ばれる。主に船釣りや一部の磯釣り、ブラックバスを中心としたルアー釣りに使われる。糸が出ていく方向が巻き取りの面と平行であるため、巻き上げ力が強く、糸ヨレもほとんど起こらない。ただし投げ目的で使う場合、キャスト時に後述のバックラッシュ（反動の意）というトラブルが起こりやすく、使いこなすにはブレーキの調整、サミングなど、多少の慣れを要する。

#### 両軸受けリールの機構
その名の通り、スプールの回転軸が両脇から支えられている。クラッチを備える。仕掛けの投入時にはクラッチを切り、スプールの回転をフリーにする。巻き取り時にはクラッチを入れ、ハンドルを回すとスプールが回転し、糸が巻き取られていく。一部の大物釣り用以外のものは、バックラッシュの対策に糸を均一に巻き取るための機構「レベルワインダー」や、ブレーキを備える。

#### バックラッシュ
スプールはキャストの瞬間から、放出される糸に引かれて勢いよく回転し始め、慣性により回り続ける。一方、糸の出る速度は、錘やルアーが空気抵抗や着水により失速するにつれ、遅くなっていく。スプールに巻かれた糸の（その時点での）最外周の周速が、糸が出て行く速さを越えてしまったときに、スプールからほどけた糸がスプール内で緩み絡まってしまう。これが釣りでいうバックラッシュである。
対策
バックラッシュを防ぐ方法としては、キャスター自身が行うサミングと、リールが備えるブレーキ機構の2種類がある。これらを組み合わせて、スプールの過回転を抑える。
サミング
糸の出る速度が減速するのに合わせて、スプールに親指を軽く当てがい、スプールの回転速度を抑えるテクニックである。
ブレーキ
メカニカルブレーキと、近年のリールの多くが搭載するメーカー独自の特殊なブレーキがあり、この2つを併用している。メカニカルブレーキは、単純にスプールを両脇から締め付ける機構である。メーカー独自のブレーキには、スプールの遠心力を利用するタイプと、磁力を利用するタイプがある。投げる物の重さや風向き、空気抵抗に応じ、バックラッシュの発生しない範囲でかつ飛距離を損なわないよう、これらのブレーキを適切に調節する必要がある。

#### 電動リール
両軸受けリールに電動巻取り機構を取り付けたタイプで、ほぼ船釣りのみに使用される。自動的に糸が巻き上げられるために、特に大きな仕掛けや数百mの深海を狙う場合などは従来の両軸受けリールに比べ圧倒的に体力負担が減るほか、その快適性から現在多くの船釣りでもよく使われるようになった。サイズも深海向けの超大型タイプから、片手で楽に扱えるタイプなど、多様化している。

### スピニングリール
岸からの投げ釣りや磯釣り、多くのルアー釣り、および一部の船釣りに使われる。キャスト時には糸はほとんど抵抗のない状態で出て行き、またスプールが回転しないのでブレーキも存在しない。前述のバックラッシュが起こりにくいため、両軸受けリールに比べると扱いやすい事から初心者向けとされる場合もあるが、遠投を求められる投げ釣りや、ベイトリールが苦手とする軽い仕掛けのキャストに好んで使用される場合も多い。

#### スピニングリールの機構
スプール軸と平行に道糸が出ていく。釣り用リールの中で唯一スプール自体が回転しない（最初期、黎明時代にはスプール自体が回転するものもあった）。ハンドルを回すと「ローター」に取り付けられている「ベイルアーム」と呼ばれるパーツがスプールの周りを回転し、糸を巻き付けていく。巻き取り面が道糸と90度ずれていることによって、糸ヨレが起きやすくライントラブルが多発しやすいという欠点を持つ。これを改善すべく、ダイワ精工の「ツイストバスター」など、各社より糸ヨレを減少させるための様々な機構が開発されている。ハンドルは基本的に着脱によって左右を自由に変更できるため、釣りの種別やリール用途に合わせやすい。

#### スピニングリールの各部名称
| スピニングリールの各部 |  | スピニングリールの各部 |
| スピニングリールの各部 |  |                        |

1. ベール（ベールが取り付けられている回転体は「ローター」、ベールを構成するパーツは「ベールアーム」部と「ベール」、「ラインローラー」部に別れる）
2. 釣り竿
3. リールフット
4. ハンドルノブ
5. 脚
6. ストッパーレバー
7. スプール
8. （巻かれた釣り糸）
9. ドラグノブ

### スピンキャストリール

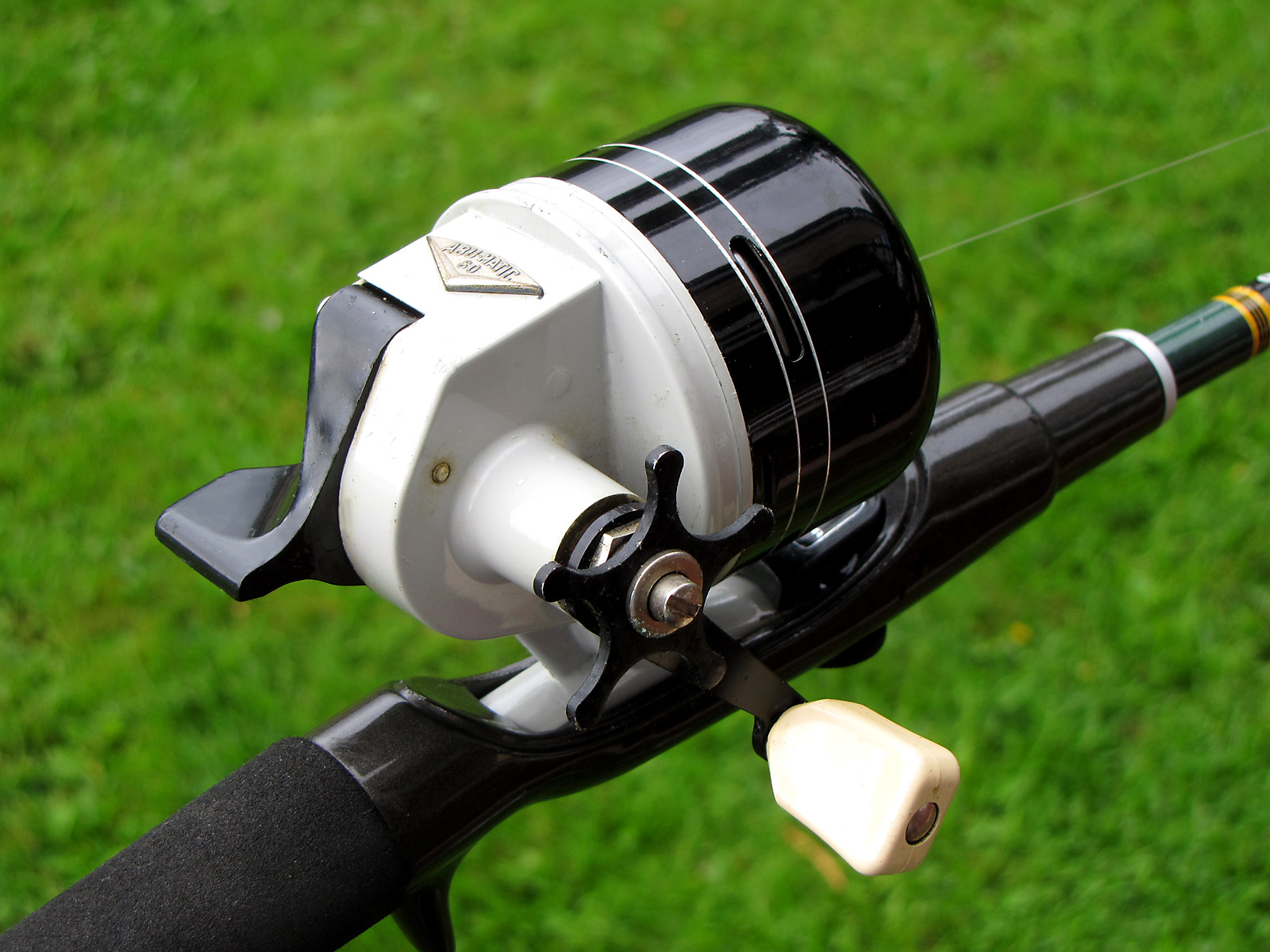
スピンキャストリール（Abu Garcia）

外観からクローズドフェイスリールとも呼ばれる。構造はスピニングリールに似ているが、仕掛けを投げる時はボタン一つで、操作方法は両軸受けリールと同じ。一部にアンダースピンキャストというスピニングリール同様の操作法で使うモデルがある。仕掛けを遠投する容易さは他のリールよりかなり簡単である。
日本ではあまり人気が無いが、欧米などでは初心者及び年少者向きのリールとして人気がある。70年代後半から80年代初頭までは日本でも多く売られていたが、スピンキャストリールは構造上の問題で根本的な耐久性、巻き上げ力が低いこと、キャスティングが容易であるが、抵抗が大きく飛距離が伸びないこと、スピニングリールとベイトキャスティングリールの性能が上がり、性能の差が大きくなり過ぎた事などの複合的理由から、使用にメリットが無く、人気も下火となってしまった。現在はゼブコ社及びアブガルシアの物が有名だが、日本メーカーではグローブライドがダイワブランドで細々と製造、販売している。

## 著名なリールメーカー
- グローブライド （旧ダイワ精工で釣具ブランド名はダイワを継続。同社はメガバスにもリールのOEM供給を行っている）
- シマノ
- アブガルシア
- リョービ（現在は釣り具事業部門を上州屋へ売却。同社がリョービブランドの釣具販売・アフターサービスを担う。詳しくは上州屋参照のこと）
- 五十鈴工業
- ミヤエポック ※株式会社ミヤマエ
- ペン
- オービス
- ハーディ
- フルーガー
- ゼブコ
- ミッチェル
- ホートン・マニュファクチュアリング・カンパニー
- エバーグリーンインターナショナル
- オクマ